# Hadula cinnamomeogrisea
Hadula cinnamomeogrisea là một loài bướm đêm trong họ Noctuidae.